# Воронушка
Воро́нушка (рос. Воронушка) — присілок у складі Афанасьєвського району Кіровської області, Росія. Входить до складу Ічетовкінського сільського поселення.
Населення становить 9 осіб (2010, 18 у 2002).
Національний склад станом на 2002 рік — росіяни 100 %.